# Astragalus shelkovnikovii
Astragalus shelkovnikovii är en ärtväxtart som beskrevs av Aleksandr Alfonsovitj Grossgejm. Astragalus shelkovnikovii ingår i släktet vedlar, och familjen ärtväxter. Inga underarter finns listade i Catalogue of Life.